# Myriam Atz Tammerle
Myriam Atz Tammerle (* 1. Mai 1980 in Bozen) ist eine Südtiroler Politikerin und Gastwirtin. Seit 2014 ist sie Mitglied des Südtiroler Landtags.

## Biographie
Atz Tammerle wuchs in Kaltern auf und zog 2006 mit ihrem Mann nach Schenna, um dort das traditionelle Wirtshaus Thurnerhof zu bewirtschaften. 2010 wurde sie für die Süd-Tiroler Freiheit in den Gemeinderat von Schenna gewählt.
Bei der Landtagswahl 2013 erreichte Atz Tammerle 1.495 Vorzugsstimmen und landete auf Platz vier ihrer Liste, somit war sie erste Nichtgewählte; nach dem Ausscheiden von Eva Klotz rückte sie am 2. Dezember 2014 in den Südtiroler Landtag und damit gleichzeitig den Regionalrat Trentino-Südtirol nach.
Im Rahmen der Landtagswahl 2018 konnte sie mit 3.403 Vorzugsstimmen ihr Ergebnis von 2013 mehr als verdoppeln und zog als Zweitgewählte der Süd-Tiroler Freiheit erneut in den Landtag und Regionalrat ein. Bei den Landtagswahlen 2023 gelang ihr mit 8825 Vorzugsstimmen die Wiederwahl.
Myriam Atz Tammerle ist verheiratet und Mutter einer Tochter und eines Sohnes.